# Lasius przewalskii
Lasius przewalskii är en myrart som beskrevs av Mikhail Dmitrievich Ruzsky 1915. Lasius przewalskii ingår i släktet Lasius och familjen myror. Inga underarter finns listade i Catalogue of Life.